# 細谷浩司
細谷　浩司（ほそや　こうじ）は、ブラジル日本通運社長。

## 略歴
- 宮城県古川高等学校卒業
- 明治大学政治経済学部卒業
- 日本通運入社。
- 日本通運鹿島港支店
- 日本通運東京海運支店
- 香港日本通運海外研修
- 日本通運東京海運支店
- タイ国赴任
- 日本通運東京国際輸送支店
- ブラジル連邦共和国赴任
- ブラジル日本通運取締役社長就任